# Manfred Chobot

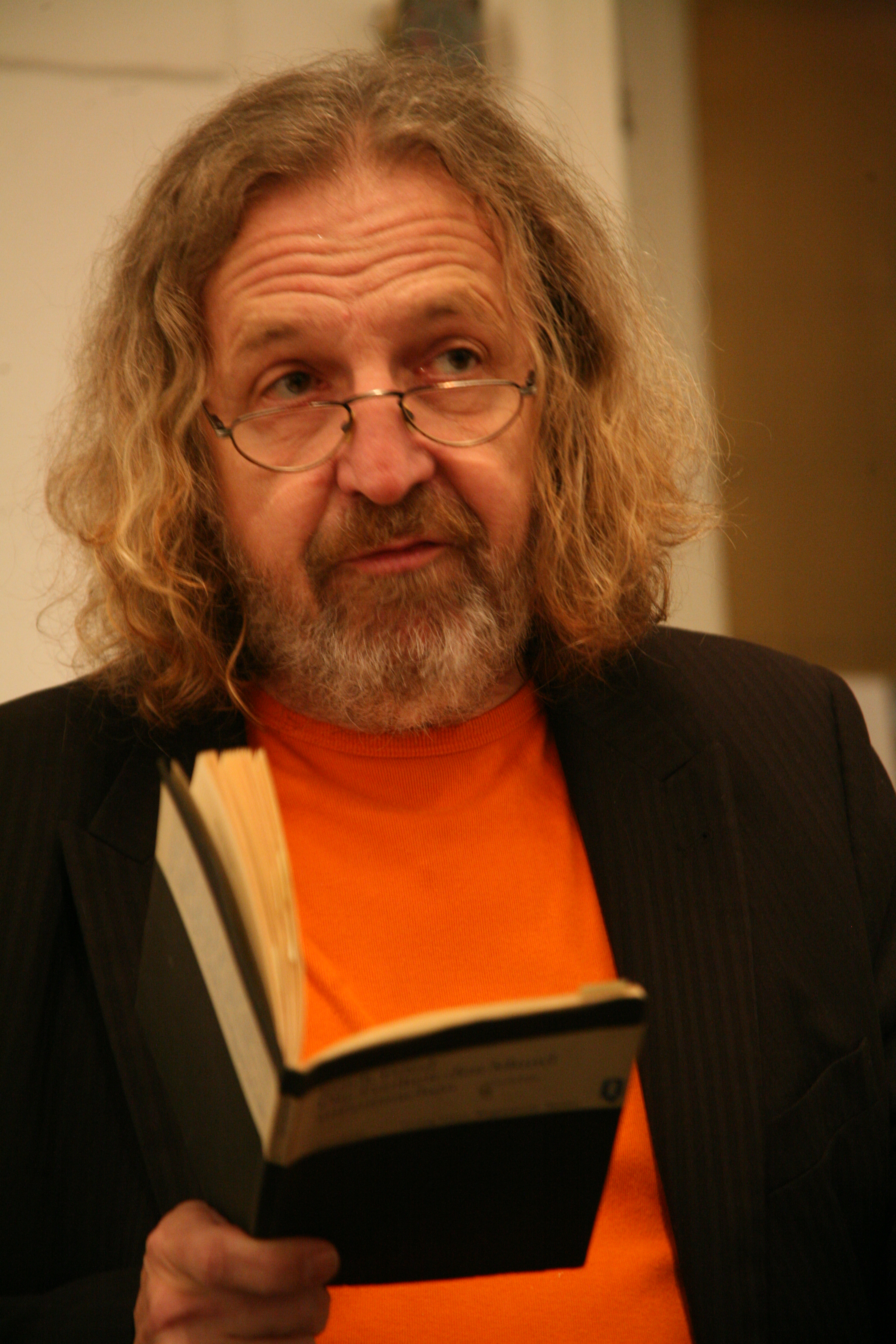
Manfred Chobot (2008)

Manfred Chobot, Aussprache Kobot (* 3. Mai 1947 in Wien) ist ein österreichischer Schriftsteller.

## Leben

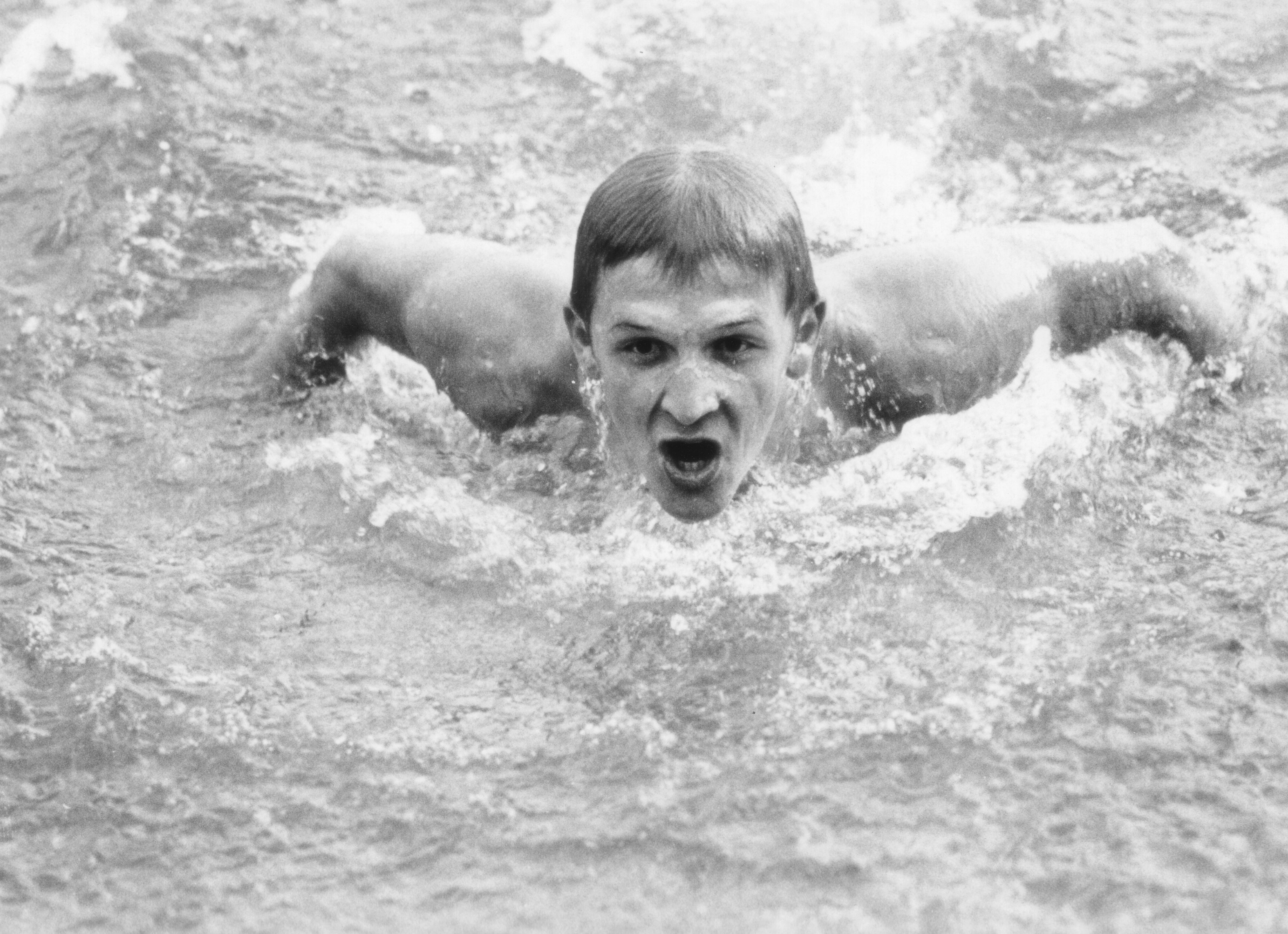
Chobot als Schwimmer (1965)

Manfred Chobots Eltern hatten in Wien einen Lebensmittelgroßhandel am Yppenmarkt. In seiner Jugend war Chobot als Schwimmer erfolgreich, unter anderem Staatsjugendmeister 1965 über 200 m Delphin. Seine sportlichen Erfahrungen fanden Eingang in den Gedichtband Sportgedichte (1989).
Er studierte zunächst Kulturtechnik und Wasserwirtschaft, brach das Studium jedoch ab und wurde 1972 freier Mitarbeiter des ORF (u. a. Musikbox, Feature-Redaktion, Radiokolleg, ex libris, die Donauwelle). Hörspiele verfasste er zudem für Radio Bremen, den Hessischen Rundfunk, den Süddeutschen Rundfunk und die italienische RAI.
Von 1971 bis 1975 war er Mitglied im Arbeitskreis österreichischer Literaturproduzenten. Erste Buchveröffentlichungen erfolgten in der Edition Literaturproduzenten im Verlag Jugend & Volk (mit Marie-Thérèse Kerschbaumer und Thomas Losch). In der Wiener Literaturszene ergaben sich Bekanntschaften mit Künstlern wie zum Beispiel Elfriede Jelinek, Friederike Mayröcker, Ernst Jandl, Elfriede Gerstl und Peter Henisch. Chobot war Mitbegründer der Literaturzeitschrift astma, die aufgrund von Problemen mit den Behörden nach sechs Ausgaben eingestellt wurde. Es kam zu einer Geldstrafe, weil astma kein eingetragener Verein war, sowie zu einer Anklage wegen angeblicher Pornographie eines Gedichts.
Mit Dagmar Chobot gründete er 1971 die Galerie Yppen, die später in Galerie Chobot umbenannt wurde und 1984 in die Domgasse übersiedelte. Mehrere Fotoausstellungen hatte Chobot mit eigenen BildGedichten (u. a. 2002 Literaturhaus Wien, 2006 niederösterreichische Landesbibliothek, St. Pölten, 2010 Literaturhaus Mattersburg, 2011 Kulturzentrum BÜZ Minden, Deutschland).
Chobot war von 1977 bis 1982 Redakteur der Zeitschrift neue wege des Theaters der Jugend, für die er auch Rezensionen von Schallplatten verfasste. Von Alois Vogel übernahm er 1991 die Reihe Lyrik aus Österreich im Verlag Grasl (Baden bei Wien); er war Herausgeber der Bände 51 bis 100, bis der Verlag 2004 die Reihe einstellte. Auch war er langjähriger Mitarbeiter als Buchrezensent bei der Zeitschrift Buchkultur.
Chobot engagierte sich 1982 in der Initiative „Künstler für den Frieden“. Mit Rolf Schwendter und anderen war er 1990 Mitbegründer des „Erstes Wiener Lesetheater und Zweites Stegreiftheater“. Von 1984 bis 2005 war er Herausgeber des jährlich erscheinenden Flugblatts zum „Tag der Lyrik“, das vom Literaturkreis Podium initiiert und in hoher Auflage gratis verteilt bzw. an Schulen versandt wurde. Von Jänner 1994 bis April 2005 fungierte er als Obmann des Literaturkreises „Podium“.
Zwischen 1995 und 2002 hielt sich Chobot regelmäßig für längere Zeit auf Hawaii (Maui) auf. In der Folge entstanden drei Bücher Maui fängt die Sonne – Mythen aus Hawaii (2001), Aloha – Briefe aus Hawaii (2008) und Hawaiʻi – Mythen und Götter (2022).
Chobot ist Mitglied der Grazer Autorinnen Autorenversammlung, der Kogge und des Literaturkreises Podium.
Umfangreiche Teile seines Vorlasses werden seit 2009 im Literaturarchiv der Österreichischen Nationalbibliothek aufbewahrt.
Seit 1968 ist Chobot mit der Galeristin Dagmar Chobot verheiratet.

## Werk
In seinen Büchern behandelt Chobot vor allem Themen peripherer Kulturwahrnehmung. Die Beschäftigung mit Dialektliteratur, biographischen Fiktionen, Alltagsliteratur und Essayismus in Randlagen markieren wesentliche Positionen der österreichischen Gegenwartsliteratur seit 1970.

## Auszeichnungen (Auswahl)
- 1974: Arbeitsstipendium der Gemeinde Wien
- 1978: Arbeitsstipendium für Literatur der Gemeinde Wien
- 1979: Dramatikerstipendium des Bundesministeriums für Unterricht und Kunst
- 1979: Stipendium zur Produktion von Fernsehspielen des Bundesministerium für Unterricht und Kunst
- 1979: Arbeitsstipendium für Literatur des Landes Niederösterreich
- 1982: Arbeitsstipendium für Literatur der Gemeinde Wien
- 1982: Dramatikerstipendium des Bundesministeriums für Unterricht und Kunst
- 1986: Staatsstipendium des Bundesministeriums für Unterricht, Kunst und Sport
- 1989: Buchprämie für Sportgedichte des Bundesministeriums für Unterricht, Kunst und Sport
- 1991: Buchprämie für Ich dich und du mich auch des Bundesministeriums für Unterricht, Kunst und Sport
- 2006: Literaturpreis des Landes Burgenland
- 2007: Projektstipendium des Bundesministeriums für Unterricht, Kunst und Kultur
- 2017: Kathak Literary Award (Dhaka, Bangladesch)
- 2019: Goldenes Verdienstzeichen des Landes Wien[3]
- 2022: Preisträger der Burgenland-Stiftung Theodor Kery

## Publikationen (Auswahl)

### Lyrik / Prosa
- Neue Autoren I. (mit Marie-Thérèse Kerschbaumer und Thomas Losch), Edition Literaturproduzenten, Verlag Jugend und Volk, Wien 1972, ISBN 3-7141-6674-2.
- projekte. Illustrierte Prosa. Mit Collagen des Autors. Maro Verlag, Gersthofen/Augsburg 1973, ISBN 3-87512-019-1.
- Waunst in Wean. Dialektgedichte. Mit grafischen Beigaben von Peter Sengl und einem Nachwort von Manfred Bosch. Relief-Verlag, München 1978, ISBN 3-921688-98-1.
- .Der Gruftspion. Prosa. Mit Grafiken von Karl Anton Fleck. Januskopf Autorenreihe, Wiener Neustadt 1978.
- 49 getrennte Eintragungen. 49 Texte von Manfred Chobot, 49 Originalradierungen von Felix Waske. Auflage 49 Exemplare, Büttenpapier, mit Originaldruckplatte im Einband, Halbledereinband. Wien 1980.
- reform-projekte. Satirische Kurztexte. Mit einem Vorwort von Wendelin Schmidt-Dengler und einer Grafik von Paul Flora. Frischfleisch und Löwenmaul, Neue Literatur 3/80, Wien 1980.
- Krokodile haben keine Tränen. Gedichte. (Lyrik aus Österreich, Band 34) Verlag G. Grasl, Baden bei Wien 1985. ISBN 3-85098-165-7.
- Spreng-Sätze. Satiren und Gegen-Sätze. Mit Grafiken von Ernst Zdrahal und einem Nachwort von Peter Henisch. Weilburg-Verlag, Wiener Neustadt 1987, ISBN 3-900100-62-4.
- Chobot-Lesebuch. Mit Grafiken von Franz Schwarzinger. Frischfleisch und Löwenmaul, Wien 1987.
- Sportgedichte. Mit Illustrationen von Eric Neunteufel. Herbstpresse, Wien 1989, ISBN 978-3-900476-28-1.
- Ich dich und du mich auch. Liebesgedichte. (=Lyrik aus Österreich, Band 50) Verlag G. Grasl, Baden bei Wien 1990, ISBN 3-85098-194-0.
- Dorfgeschichten. Prosa. Mit Fotos von Manfred Horvath. Bibliothek der Provinz, Weitra 1992, ISBN 3-900878-84-6.
- Ziegelschupfen oder die Genüßliche Mühe der Bewegung. Erzählung. Bibliothek der Provinz, Weitra 1994, ISBN 978-3-85252-031-5.
- Die Enge der Nähe. Erzählungen. Merbod-Verlag, Wiener Neustadt 1994, ISBN 3-900844-29-1.
- Der Hof. Text-Fotobuch mit Jindřich Štreit. Bibliothek der Provinz, Weitra 1995, ISBN 978-3-85252-067-4.
- Der ertrunkene Fisch. Erzählungen. Mit einem Vorwort von Wendelin Schmidt-Dengler. Bibliothek der Provinz, Weitra 1996, ISBN 978-3-85252-125-1.
- ansichtskarten. statt/stadt-bilder. Gedichte. Mit Fotos des Autors. Literaturedition Niederösterreich, St. Pölten 1997, ISBN 978-3-901117-31-2.
- Stadtgeschichten. Erzählungen. Mit Fotos von Manfred Horvath. Bibliothek der Provinz, Weitra 1999, ISBN 3-85252-287-0.
- römische elegien – 69 und 6 ein/stellungen zur liebe. Gedichte. Mit einem Nachwort von Jeanne Benay, Universität Metz. Deuticke, Wien 2000, ISBN 3-216-30431-0.
- Kumm haam in mei Gossn. Dialektgedichte. Bibliothek der Provinz, Weitra 2000, ISBN 978-3-85252-341-5.
- Maui fängt die Sonne. Mythen aus Hawaii. Deuticke, Wien 2001, ISBN 3-216-30574-0.
- Reisegeschichten. Erzählungen. Bibliothek der Provinz, Weitra 2003, ISBN 3-85252-527-6.
- Der Wiener Brunnenmarkt. Foto-Textbuch. Fotos Petra Rainer. Holzhausen Verlag, Wien 2003, ISBN 3-85493-078-X.
- nach dirdort. Gedichte und BildGedichte. (Fotos des Autors). Literaturedition Niederösterreich, St. Pölten 2005, ISBN 978-3-901117-78-7.
- sólo volar es más hermoso / nur fliegen ist schöner. Poemas/Gedichte. Cuadros/Bilder Helga Cmelka. art&print, Reihe Confusibombus, Brunn am Gebirge 2005.
- Wolfgang Müller-Funk, Karin Zogmayer: Chobot bleibt. Porträt – Bilder und Texte. Bibliothek der Provinz, Weitra 2007, ISBN 978-3-85252-790-1.
- Die Ernte der Stachelbeeren. Text-Clips. Illustrationen von Regina Hadraba. Edition Thurnhof (oxohyph 53), Horn 2007, ISBN 3-900678-88-X.
- Die Erinnerung preisgeben / abandoning the memory. Gedichte/Poems. Bilder/Pictures Helga Cmelka. art&print, Reihe Confusibombus, Brunn am Gebirge 2007.
- Ausgewählte Gedichte. Podium-Porträt 29. Verlag Podium, Wien 2007, ISBN 978-3-902054-49-4.
- Aloha! Briefe aus Hawaii. Sonderzahl Verlag, Wien 2008, ISBN 978-3-85449-289-4.
- Blinder Passagier nach Petersburg. Essays und Interviews. edition lex liszt 12, Oberwart 2009, ISBN 978-3-901757-90-7.
- Schwarze Lava / Lava noire. Gedichte, deutsch und französisch, illustriert von Henri Michaux. Art & Print, Brunn am Gebirge 2009.
- Reise nach Unterkralowitz. Roman. Limbus Verlag, Hohenems 2009, ISBN 978-3-902534-29-3.
- Versuch den Blitz einzufangen. Roman. Limbus Verlag, Innsbruck 2011, ISBN 978-3-902534-51-4.
- Der Tag beginnt in der Nacht. Eine Erzählung in Träumen. Sonderzahl Verlag, Wien 2011, ISBN 978-3-85449-346-4.
- Der Wiener Brunnenmarkt oder wie man in der eigenen Stadt verreist. Fotos von Petra Rainer. Metroverlag, Wien 2012, ISBN 978-3-99300-079-0.
- Lebenslänglich Wichtelgasse. Erkundungen aus Wien. Löcker Verlag, Wien 2012, ISBN 978-3-85409-633-7.
- gefallen gefällt. Gedichte. Edition Art Science, St. Wolfgang 2012, ISBN 978-3-902864-08-6.
- Mich piekst ein Ameisenbär. Weltgeschichten. Löcker Verlag, Wien 2013, ISBN 978-3-85409-688-7.

- Straßen des vergänglichen Ruhms. Dichter auf dem Wiener Stadtplan (mit Beppo Beyerl). Löcker Verlag, Wien 2014, ISBN 978-3-85409-709-9.

- Die Briefe der Hausmeisterin Leopoldine Kolecek. Illustrationen von Alfred Hrdlicka. Löcker Verlag, Wien 2015, ISBN 978-3-85409-772-3.
- Das Killer-Phantom. 36 Mini-Krimis. Löcker Verlag, Wien 2015, ISBN 978-3-85409-768-6.
- Doktor Mord. 52 Mini-Krimis. Löcker Verlag, Wien 2015, ISBN 978-3-85409-749-5.
- Libůstka sí libuke (gefallen gefällt). Gedichte in tschechischer Übersetzung (Překlad) Tereza Semotamová. Větrné mlýny, Brünn 2015, ISBN 978-80-7443-121-0.

- Franz – Eine Karriere. 13 Erzählungen. Mit einem Vorwort von Ulf Birbaumer. Löcker Verlag, Wien 2017, ISBN 978-3-85409-846-1.
- nur fliegen ist schöner. Ausgewählte Gedichte, Hg. und mit einem Vorwort von Beppo Beyerl. Löcker Verlag, Wien 2017, ISBN 978-3-85409-847-8.
- Gedichte von Manfred Chobot. Deutsch / Bangla. Übersetzung ins Bangla von Aminur Rahman. Adorn Books, Dhaka 2017, ISBN 978-984-20-0526-8.

- In 116 Tagen um die Welt. Ein Logbuch. Löcker Verlag, Wien 2019, ISBN 978-3-85409-953-6.

- Das Hortschie-Tier und die Lurex-Frau. Hyper-Texte. Mit Zeichnungen von Walter Schmögner. edition lex liszt 12, Oberwart 2022, ISBN 978-3-99016-217-0.
- Hawaiʻi – Mythen und Götter. Wieser Verlag, Klagenfurt/Celovec 2022, ISBN 978-3-99029-497-0.

### Kinder- und Jugendliteratur
- Atlantis – Staat der Kinder. Kinderbuch. Neuer Breitschopf Verlag, Wien 1992, ISBN 3-7004-0174-4
- Florian Floh. Kinderbuch. Illustrationen von Ernst Zdrahal. edition lex liszt 12, Oberwart 2014, ISBN 978-3-99016-069-5

### Herausgeberschaft
- mit Jochen Gerz, Rolf Nörtemann: Endlich was Neues. Jahrbuch für neue Dichtung. Dokumentation eines literarischen Prozesses. edition endlich was neues, Gießen 1972, ISBN 3-87998-804-8.
- Reibflächenmultiple. Alfred Hrdlicka und die Öffentlichkeit. Dokumentation. Galerie Yppen, Wien 1977.
- mit Hans Haid, Bernhard C. Bünker: Cara Compagna – Liebe Kollegin. Lieder aus Südtirol. Internationales Dialektinstitut (IDI-TON 4), Wien 1980.
- Mit’m Schmäh. Liederbuch. Mit Illustrationen von Tone Fink. davids-drucke (Singbare Texte 3), Göttingen 1980, ISBN 3-921860-09-1.
- mit Edith Kneifl, Margit Niederhuber, Axel Schanda, Rainer Wölzl: Friedensmarsch der 70.000. Dokumentation. Löcker Verlag, Wien 1982, ISBN 3-85409-048-X.
- mit Bernhard C. Bünker: Dialekt-Anthologie 1970–1980. Internationales Dialektinstitut, Wien 1982, ISBN 3-900357-03-X.
- mit Hubert Christian Ehalt, Gero Fischer: Das Wiener Donaubuch. Wien, Edition S, Wien 1987, ISBN 3-7046-0085-7.
- mit Gerald Jatzek: Schmäh ohne. Satire und Humor aus 100 Jahren. Fotos von Peter Dressler. Verlag Jugend und Volk, Wien 1987, ISBN 3-224-16631-2.
- mit Hubert Christian Ehalt, Rolf Schwendter: Essen und Trinken. Kulturjahrbuch Nr. 7. Verlag für Gesellschaftskritik, Wien 1988, ISBN 3-900351-93-7.
- mit  Gerald Jatzek: Erleichterung beim Zungezeigen. Lyrik gegen den Frust. Jugend & Volk, Wien 1989, ISBN 3-224-11446-0.
- mit Sylvia Unterrader: Mord vor Ort. Kriminalgeschichten. Illustrationen von Ernst Zdrahal. Verlag für Gesellschaftskritik, Wien 1994, ISBN 3-85115-195-X.
- Lyrik aus Österreich. Band 51–100. Grasl, Baden bei Wien 1991–2004.
- Auslese. Gedichte aus 100 Bänden Lyrik aus Österreich. Grasl, Baden bei Wien 2004, ISBN 3-85098-273-4.
- Karl Anton Fleck. hinter jedem gesicht verbirgt sich gott. Gedichte, Kochrezepte, Filmmontagen. Galerie Chobot und edition art&print, Brunn am Gebirge 2005.
- Genie & Arschloch. Licht- und Schattenseiten berühmter Persönlichkeiten. Molden Verlag, Wien 2009, ISBN 978-3-85485-234-6.
- mit Charlotte Ueckert: Der Jaguar im Spiegel. Eine Kogge Anthologie. Pop Verlag, Ludwigsburg 2010, ISBN 978-3-937139-93-7.
- mit Dieter Bandhauer: Die Wunderwelt, durch die ich schwebte. Literarische Träume. Sonderzahl Verlag, Wien 2011, ISBN 978-3-85449-356-3.
- mit Gerald Jatzek: Schmäh ohne, aber echt, Wiener Satire und Humor aus 100 Jahren.  Edition Mokka, Wien 2011, ISBN 978-3-902693-27-3.
- mit Gerald Jatzek: Über den Umgang mit Wienern. Wiener Satire. Edition Mokka, Wien 2012, ISBN 978-3-902693-34-1.
- mit Beppo Beyerl, Gerald Jatzek: Der Hund ist tot. Grätzelgeschichten aus 24 Wiener Bezirken. Löcker Verlag, Wien 2012, ISBN 978-3-85409-617-7.
- Bernhard C. Bünker: Wos ibableibt. Dialektgedichte. Herausgegeben und mit Begleittexten von Manfred Chobot und Axel Karner. Verlag Johannes Heyn, Klagenfurt/Celovec 2018, ISBN 978-3-7084-0620-6.
- Bernhard C. Bünker: Olle im Doaf. Erzählungen, Satiren und Gedichte. Herausgegeben von Manfred Chobot und Axel Karner. Verlag Johannes Heyn, Klagenfurt/Celovec 2020, ISBN 978-3-7084-0645-9.

### Kabarett
- Salto morale. Freie Bühne Wieden. Wien 1980.

## Fernsehen
- Schöner Wohnen in Wien. Gemeinsam mit Peter Henisch, Gustav Ernst, Werner Bodingbauer. Regie: C. Rainer Ecke, ORF FS2 1972.
- Evropa jedna báseň (Europa as one poem). Chobot spricht über ein Gedicht, Deutsch mit tschechischen Untertiteln. Regie: Ladislav Cmíral, Tschechisches Fernsehen, 2012.[7]

### Porträts und Interviews
- Günter Unger: Porträt Manfred Chobot. ORF 2, Ö-Bild, 1994.
- Eva Hillinger: Ausgezeichneter Schriftsteller Manfred Chobot. ORF 2, Burgenland heute, 5. Januar 2007.
- Feri Tschank interviewt Manfred Chobot. BKF, Kultur pur, 2007.
- Thomas Rottenberg spricht mit Manfred Chobot über seinen SMS-Roman Der Bart ist ab. Servus TV, LiteraTOUR, 2011.

### Beiträge und Mitwirkung
- Ferdinand Karl: Honolulu-Walzer, BRalpha, 2004.
- Monica Ladurner über das Österreich-Festival in Guadalajara, Mexiko: Sachertorte und Tequila. 3sat, 2005.
- Ferdinand Karl: Kunst und Kultur in Hawaii. BRalpha, 2009.

## Hörspiele und Features
- a day in a life. O-Ton-Kurzhörspiel. Regie: Alfred Treiber, ORF Ö1, Beispiele, 28. Januar 1972.
- Partygesellschaft. Hörspiel. Regie: Hans Rochelt, ORF Ö1, 27. August 1974.
- Interviews kurz vor der Hinrichtung. Sechs Kurzhörspiele (mit Rolf Nörtemann). HR 3, Funk für Fans, 1974.
- Sonntag nach der Mess’. O-Ton-Hörspiel (mit Roswitha Hamadani). ORF Ö1, 18. November 1975.
- Living Street. O-Ton-Hörspiel (mit Roswitha Hamadani). ORF Ö1, 19. Januar 1975.
- Inventur. O-Ton-Hörspiel (mit Roswitha Hamadani). ORF Ö1, 27. Februar 1977.
- Rechtssprechung oder Vorbereitung die Demokratie in Blut zu baden. Hörspiel. Regie: Axel Schanda, ORF Ö1, 16. November 1980.
- Vom Geben und vom Nehmen. Hörspiel. Regie: Peter Weihs, ORF Ö1, 11. März 1981.
- Vom Geben und vom Nehmen. Hörspiel. Regie: Paul Demetz, RAI Sender Bozen, 19. Mai 1983; WH: RAI Sender Bozen, 14. Juli 1988 und 7. März 2002.
- Straßenkriegszustand. Kurzhörspiel. SDR 2, 18. Juni 1981.

- Franz Jung – Blinder Passagier nach Petersburg. Feature. ORF Wien, 11. März 1983.
- Wer nicht schweigt, wird verbrannt. Dichter als Propheten. Alles ist hin. Es wäre doch gelacht. Feature in drei Teilen. ORF Ö1, 14. bis 16. September 1983.
- Illmitz – Porträt eines Ortes. Feature., ORF Burgenland, Radio Pannonien, 15. Dezember 1983.
- Auf der Suche nach den verlorenen Sekunden. Feature. Regie: Alfred Treiber, ORF Ö1, Hörbilder, 11. Juni 1983; WH: ORF ÖR/Wien, 16. August 1983; Teil-WH: ORF Ö3, Kopfhörer, 11. März 1984.
- Lebenslänglich Wichtelgasse. Feature. ORF Wien, Donauwelle, 6. September 1982; WH: ORF Ö1, 29. Januar 1983 und ORF Wien, 4. August 1984.
- Fritz von Herzmanovsky-Orlando – Korrektur eines Dichterbildes. Wo liegt die Tarockei?. Fritz von Herzmanovsky-Orlando und Alfred Kubin. Original und Bearbeitung. Kauz oder Menschenverächter. Feature in vier Teilen. ORF Ö1, 26. bis 29. November 1984.
- Beim Branntweiner. Feature, ORF Wien, Donauwelle, 2. Juni 1984; WH: ORF Ö1, Hörbilder, 7. Juli 1984.
- Von drei Millionen Drei. Funk-Erzählung nach Leonhard Frank. ORF Ö1, 19. Februar 1984.
- Wie neu – Stadterneuerung. Feature, ORF Wien, Donauwelle, 21. September 1985.
- Totemtürme & Tabu – Flaktürme in Wien. Feature (mit Wolfram Beyer). ORF Wien, Donauwelle, 13. April 1985.
- Erleben Sie einen herrlichen Tag mit Werbeverkaufsveranstaltung. Feature. ORF Wien, Donauwelle, 23. Februar 1985.
- Shopping City Ost. Feature, ORF Burgenland, 4. Februar 1986; WH: ORF Ö3, Hörbilder, 15. März 1987.
- Peter Schleicher – Ein Unangepasster. Feature, ORF Ö3, Kopfhörer, 21. September 1986.
- Die bunte Donau Feature. ORF Wien, Donauwelle, 24. April 1986; WH: 20. August 1988.
- Investitionen oder Schlußmachen zu dritt. Hörspiel. Regie: Fritz Zecha, ORF Ö1, 7. März 1986.
- Franz Jung – Blinder Passagier nach Petersburg. Feature. ORF Ö3, Musikbox, 15. Januar 1986.
- Das Wasser, mit dem die Wiener gewaschen sind. Feature. ORF Wien, Donauwelle, 11. Januar 1986.
- 100 Prozent reduziert. Feature. ORF Wien, Donauwelle, 9. Februar 1985; WH: ORF Ö3, Kopfhörer, 16. Februar 1986.
- Vereinsmeier. Feature. ORF Wien, Donauwelle, 15. Februar 1986; WH: 4. November 1992; ORF Ö3, Kopfhörer, 7. Februar 1988 und 6. Januar 1991.
- Hausen – Wohnen – Residieren.Feature. ORF Wien, 22. August 1987; WH: 17. September 1989.
- Grand Prix. Feature. ORF Wien, Donauwelle, 21. Februar 1987; WH: ORF Ö3, Hörbilder, 11. September 1988.
- Von Ardistan nach Dschinnistan – Die Karl-May-Tagung in Wien. Feature. ORF Wien, Donauwelle, 23. Januar 1988.
- Hermann Hakel – Die Wahrheit will niemand wissen. Feature. ORF Ö1, Tonspuren, 17. Januar 1988.
- Domizil Wohnwagen. Feature, ORF Wien, Donauwelle, 10. September 1988; WH: ORF Ö3, Hörbilder, 12. März 1989.
- Meine junge Alte oder Er könnte mein Sohn sein. Feature. ORF Wien, Donauwelle, 16. April 1988; WH: 20. Januar 1991.
- Anselm Glück – Ich muß immer daran denken. Feature. ORF Ö1, Tonspuren, 21. Mai 1989.
- H. C. Artmann – Die Sonne ist ein grünes Ei. Feature. ORF Ö1, Tonspuren, 4. Mai 1989; WH: 8. Juni 1991; 6. August 1997; 7. August 1997; 8. Dezember 2000.
- Alois Vogel – Von Durchbruch zu Durchbruch. Feature. ORF Ö1, Tonspuren, 18. März 1990; WH: 19. August 1990.
- Straßen des vergänglichen Ruhms. Musiker. Dichter (Wien um 1900). Dichter (Aufklärer und Biedermeier). Feature in drei Teilen. ORF Wien, Donauwelle, 3. Mai, 6. Mai, 8. Juli 1990.
- An Kindes-Statt: Adoption.  Die leiblichen Eltern. Das Anstatt-Kind. Die Stellvertreter-Eltern. Feature in drei Teilen. ORF Ö1, Radiokolleg, 21. bis 23. Mai 1990.
- Der Müll. Biographie eines Problemkindes. Ein Anfall und eine Abfuhr. Feature in zwei Teilen. ORF Ö1, Hörbilder, 4. und 13. April 1991.
- Lakis & Achwach – griechisch-türkische Freundschaft in Musik. Feature. ORF Wien, Donauwelle, 5. Mai 1991.
- Richard Weihs – Drunter & drüber. Feature. ORF Wien, Donauwelle, 17. November 1991.
- Der Brunnenmarkt. Feature. ORF Wien, Donauwelle, 24. April 1992.
- Die Bronnens – zwei Väter, eine Tochter und drei Schriftstellergenerationen. Feature. ORF Ö1, Tonspuren, 16. Februar 1992.
- Wolf Vostell im Gespräch mit Manfred Chobot. ORF Ö1, Im Gespräch, 9. Dezember 1993.
- Ziegelschupfen oder die genüssliche Mühe der Bewegung. Funkmonolog. ORF Ö1, 3. Januar 1993.

- Josef Haninger, Biobauer – Nicht was wollen, sondern was machen. Feature. ORF Ö1, Menschenbilder, 3. Dezember 1995; WH: 4. Dezember 1995; ORF Ö3, Gedanken, 14. März 1996.

- Zigeunerleben oder Welche Farbe hat deine Seele? – Roma in Wien. Feature. ORF Ö1, Hörbilder, 15. März 1997.

- Duell auf der Brücke. Hörspiel. Regie: Herwig Seeböck, ORF Ö1, 14. Dezember 1980; WH: ORF Ö2, 2. November 1997.

- In 116 Tagen um die Welt. Feature in zwei Teilen.  ORF Ö1, Ambiente. 9. und 16. Dezember 2018.

## Tonträger
- i wüü net alaane sei. Kassette mit Liedern und Textbuch. Musik: Reinhard Liebe, Johannes Jakob (Miglinci), Heli Punzenberger. Internationales Dialektinstitut (IDI) IDI Ton 11, Wien 1983.
- entschuidigns. Dialektgedichte. Musik: Marwan Abado. CD. Extraplatte, Wien 2003.
- Das Hortschie-Tier und die Lurex-Frau. Hyper-Texte. CD. Sprecher: Wolfram Berger; Musik: Peter Schrammel, Klavier und E-Piano. edition lex liszt12, Oberwart 2024. ISBN 978-3-99016-256-9.